# 陰道內射精延遲時間
陰道內射精延遲時間（Intravaginal ejaculation latency time）簡稱IELT，俗稱做愛/性交時間、性交時長，性交持久度，是雄性動物（含男性人類）在進行陰道性行為時，在射精前可以持續性行為的時間。陰道內射精延遲時間不但因人而異，同一個男性的不同次性行為也有不同，一般而言會隨年齡而漸漸減短。
像选择性5-羟色胺再摄取抑制剂（SSRI）會影響IELT。IELT也用在早發性射精的診斷及治療上。陰道內射精延遲時間會影響性功能以及對性行為的滿意程度，不過後者也會受到其他因素的影響。

## 研究
研究者針對陰道內射精延遲時間有許多的發現，有些發現互相矛盾。在一個多國家的研究中，研究者研究491名荷兰、西班牙、土耳其、英国及美国的男性，這些男性有穩定的異性戀關係（及性生活）。在四週的時間內，伴侶利用碼錶記錄陰道內射精延遲時間，並且註記是否使用保險套。IELT的中位數不受是否使用保險套所影響，隨年齡而遞減（18–30歲：6.5分鐘，31–50歲：5.4分鐘，51歲以上：4.3分鐘）。所有參與者的IELT的中位數為5.4分鐘。個別受試者的IELT有明顯的差異，有14%在3:20以下，而有26%超過10分鐘。潛在的問題包括樣本數量、每一國人口樣本數量少、每一個參與者的測試數據較少，以及使用碼錶造成的心理影響。
1991年時，金賽性、性別與生殖研究中心的研究者認為：「陰道內射精延遲時間不只是因人而異，同一個人的這一次性行為和下一次性行為也有不同。」研究者認為性行為的理想長度是讓男女雙方都可以滿足的時間，並且強調阿尔弗雷德·金赛的調查結果「約有75%的男性在超過半數的性行為中，都在二分鐘內就射精。」。麥斯特與強生在《人類性反應》中發表了許多有關性反應及性滿足的發現，是以直接的觀察以及醫學試驗為基礎。在其實驗中。性滿足和性行為持續的時間無關。男性的性反應時間和女性的月經週期有關，較短的陰道內射精延遲時間發生在接近排卵期的日期。男女雙方的性經驗也會影響射精延遲時間。
一篇2008年針對美國和加拿大性治疗的問卷指出，異性陰道性行為的平均時間是7分鐘，若只有1至2分鐘則太短、3至7分鐘是適當的，理想上希望可以到7至13分鐘，若長達13至30分鐘則太久了。

## 藥物的影響
有許多化學物會會影響IELT。例如酒精及鴉片類藥物（例如海洛因、嗎啡、羥考酮）會抑制中樞神經系統，因此可以延長陰道內射精延遲時間。而选择性5-羟色胺再摄取抑制剂（SSRI，例如達泊西汀）會阻斷一個讓男性一定會射精的生理過程，因此SSRI可以用來治療早發性射精。